# President van de rechtbank
De president van de rechtbank is een rechter die de dagelijkse leiding over een rechtbank als geheel heeft. In België spreekt men niet van een president, maar wordt de titulatuur voorzitter van de rechtbank gebruikt.

## In alledaagse praktijk
Alhoewel de president feitelijk de 'baas' is, kan hij geen andere rechters ontslaan en heeft hij geen invloed op beslissingen van andere rechters. 
De president houdt zich hoofdzakelijk bezig met het uniformeren van de rechtspraak binnen zijn rechtbank. Tevens worden nieuwe rechters door de president 'geïnstalleerd' tijdens een buitengewone, openbare zitting. Bij de meeste rechtbanken is het gebruik dat de president eveneens de griffiers beëdigt.
Ook worden door de president rechters aangewezen tot rechter-commissaris, die worden aangewezen voor een doel:
- in een surséance van betaling of een faillissement wordt een rechter-commissaris benoemd, die toezicht houdt op de voortgang van de afwikkeling van de boedel en op de handelingen van de curator;
- in een strafzaak had de rechter-commissaris tot taak het leiden van het strafrechtelijk vooronderzoek, dat wil zeggen het onderzoek dat aan de openbare terechtzitting voorafgaat;
- in een civiele zaak wordt soms een rechter-commissaris benoemd voor het houden van een (voorlopig) getuigenverhoor in de zaak buiten de openbare terechtzitting om.

## In wettelijke zin
In België (en tot voor kort in Nederland) mag alleen de president van de rechtbank korte gedingen behandelen. Een kort geding is een rechtszaak waarin twee partijen op een zeer korte termijn een beslissing nodig hebben over het geschil wat zij gezamenlijk hebben. Denk hierbij bijvoorbeeld aan een kort geding dat wordt aangespannen tussen een werkgever en de werknemersbond, die een staking voorbereidt.

## Vicepresident
De vicepresident is de persoon die de president vervangt bij diens afwezigheid. Een rechtbank kan meerdere vicepresidenten hebben.